# Concerto di Capodanno di Venezia
Il Concerto di Capodanno del Teatro La Fenice di Venezia o solo Concerto di Capodanno di Venezia è il tradizionale concerto che a partire dal 2004 si svolge il 1º gennaio di ogni anno presso il Gran Teatro La Fenice.

## Storia
Il primo Concerto di Capodanno dal Gran Teatro La Fenice di Venezia si tenne il 1º gennaio 2004 e nacque come evento straordinario, culmine degli eventi commemorativi della ricostruzione del Teatro a seguito dell'incendio doloso che lo distrusse la sera del 29 gennaio 1996. Ben presto divenne un appuntamento tradizionale, acquisendo un'immediata popolarità presso un pubblico molto vasto. L'idea venne ad Anna Elena Averardi, consulente per la cura dell'immagine del teatro veneziano, e fu subito accolta da Fabrizio Del Noce, direttore di Rai 1.
Similmente al Concerto di Capodanno di Vienna, il concerto di Venezia del 1º gennaio è solo l'ultimo di una serie di cinque identici concerti che si tengono il 28 e 29 dicembre alle 20:00, il 30 dicembre alle 17:00, il 31 dicembre alle 16:00 e l'ultimo in questione alle 11:15 con diretta in mondovisione su Rai 1, a partire dalle 12.20 circa. Alla formulazione del programma del concerto, dal 2004 al 2014, incaricato da Rai 1, ha collaborato il critico musicale Pietro Acquafredda.
Il Concerto del 2011 è stato dedicato ai 150 anni dell'unità d'Italia (per l'occasione venne suonato Il Canto degli Italiani), mentre quello del 2013 è stato dedicato interamente, nella parte dedicata all'opera lirica, alle musiche di Giuseppe Verdi per festeggiarne il bicentenario dalla nascita.
La manifestazione non si è interrotta nemmeno durante la pandemia di coronavirus esplosa in Italia nel 2020. Il Concerto di Capodanno del 2021 si è tenuto a porte chiuse e solo in diretta TV a causa delle restrizioni imposte alle attività teatrali in Italia per la pandemia. Il coro e gli orchestrali, con l'ovvia eccezione dei maestri degli strumenti a fiato, hanno indossato la mascherina. Anche per il Concerto del 2022 coro ed orchestrali hanno indossato la mascherina, ma si sono esibiti in presenza del pubblico. Il Soprintendente del Gran Teatro La Fenice Fortunato Ortombina ha dichiarato che il Teatro era pieno per l'intera capienza di 1000 posti. Questo anche se dal 20 dicembre 2021 la Regione Veneto era transitata in zona covid gialla, che limita l'accesso del pubblico a concerti e rappresentazioni teatrali al chiuso al 50% della capienza delle strutture, e impone il tetto massimo di 500 posti.

## Programma
Il programma del concerto prevede l'esecuzione di sinfonie, arie sinfoniche e brani di opera lirica. Il concerto si compone di due parti: una prima che presenta brani sinfonici o comunque musiche interpretate solo dall'orchestra, e una seconda che invece è incentrata principalmente su brani d'opera lirica. Solo questa seconda parte viene trasmessa, ogni 1º gennaio, in diretta su Rai 1 e in mondo/eurovisione. In essa sono presenti, oltre all'orchestra, il coro del teatro e cantanti solisti e vengono eseguiti brani tratti dal repertorio lirico, operistico e sinfonico principalmente italiano, ma anche internazionale. I cantanti solisti sono, di preferenza, ma non esclusivamente, italiani, e la consuetudine vuole che vengano cambiati ogni anno. 
Tradizionalmente il concerto si conclude con l'esecuzione di tre brani fuori programma fissi: il primo è il coro del Va, pensiero dal Nabucco di Giuseppe Verdi, il secondo è il finale della Turandot Padre augusto di Giacomo Puccini nella definitiva versione di Franco Alfano (tradizione avviata nel 2019, ad eccezione del 2021) e il terzo è il celebre brindisi Libiamo ne' lieti calici tratto dalla Traviata di Verdi che viene solitamente bissato su richiesta del pubblico.

## Artisti

### Direttori d'orchestra
- 2004  Lorin Maazel
- 2005  Georges Prêtre
- 2006  Kurt Masur
- 2007  Kazushi Ono[5]
- 2008  Roberto Abbado
- 2009  Georges Prêtre
- 2010  John Eliot Gardiner
- 2011  Daniel Harding
- 2012  Diego Matheuz
- 2013  John Eliot Gardiner
- 2014  Diego Matheuz
- 2015  Daniel Harding
- 2016  James Conlon
- 2017  Fabio Luisi
- 2018  Myung-whun Chung
- 2019  Myung-whun Chung
- 2020  Myung-whun Chung
- 2021  Daniel Harding
- 2022  Fabio Luisi
- 2023  Daniel Harding
- 2024  Fabio Luisi
- 2025  Daniel Harding
- 2026  Michele Mariotti[6]

### Cantanti
- 2004: Stefania Bonfadelli (soprano), Roberto Aronica (tenore)
- 2005: Annalisa Raspagliosi (soprano), Giuseppe Gipali (tenore)
- 2006: Fiorenza Cedolilns (soprano), Joseph Calleja (tenore), Roberto Scandiuzzi (basso)
- 2007: Dimitra Theodossiou (soprano), Giuseppe Filianoti (tenore), Roberto Frontali (baritono)
- 2008: Barbara Frittoli (soprano), Walter Fraccaro (tenore), Ferruccio Furlanetto (basso)
- 2009: Mariella Devia (soprano), Massimiliano Pisapia (tenore)
- 2010: Anna Caterina Antonacci (soprano), Francesco Meli (tenore)
- 2011: Desirée Rancatore (soprano), Antonio Poli (tenore), Luca Pisaroni (basso-baritono)
- 2012: Jessica Pratt (soprano), Walter Fraccaro (tenore), Alex Esposito (basso)
- 2013: Desirée Rancatore (soprano), Saimir Pirgu (tenore)
- 2014: Carmen Giannattasio (soprano), Lawrence Brownlee(tenore)
- 2015: Maria Agresta (soprano), Matthew Polenzani (tenore)
- 2016: Nadine Sierra (soprano), Stefano Secco (tenore)
- 2017: Rosa Feola (soprano), John Osborn (tenore)
- 2018: Maria Agresta (soprano), Michael Fabiano (tenore)
- 2019: Nadine Sierra (soprano), Francesco Meli (tenore), Serena Gamberoni (soprano), Matteo Lippi (tenore)
- 2020: Francesca Dotto (soprano), Francesco Demuro (tenore), Luca Salsi (baritono), Valeria Girardello (contralto)
- 2021: Rosa Feola (soprano), Xabier Anduaga (tenore)
- 2022: Pretty Yende (soprano), Brian Jagde (tenore)
- 2023: Federica Lombardi (soprano), Freddie De Tommaso (tenore)
- 2024: Eleonora Buratto (soprano), Fabio Sartori (tenore)
- 2025: Mariangela Sicilia (soprano), Francesco Demuro (tenore)

## La televisione e il concerto di Capodanno
Solo la seconda parte del concerto, ovvero quella dedicata all'opera lirica, viene trasmessa in diretta televisiva su Rai 1, e dal 2014 in differita su Rai 5 alla sera. Il concerto viene trasmesso in eurovisione, nonché in Giappone e America Latina.
Nel 2016 il concerto è stato proposto in differita su ARTE, ZDR, WSR, Radio France e da varie emittenti radiotelevisive di Paesi dell'Europa orientale. Questa copertura mediatica particolarmente estesa dell'evento ha fatto sì che molti cantanti, seppure già acclamati, siano saliti alla ribalta internazionale proprio in seguito alla loro partecipazione al concerto.

## Ascolti dal 2010
| Edizione | Anno | Telespettatori | Share  |
| -------- | ---- | -------------- | ------ |
| 7ª       | 2010 | 4.451.000      | 28,34% |
| 8ª       | 2011 | 4.265.000      | 27,20% |
| 9ª       | 2012 | 4.310.000      | 26,89% |
| 10ª      | 2013 | 4.381.000      | 26,64% |
| 11ª      | 2014 | 4.407.000      | 27,00% |
| 12ª      | 2015 | 4.151.000      | 25,13% |
| 13ª      | 2016 | 4.082.000      | 25,16% |
| 14ª      | 2017 | 3.686.000      | 24,70% |
| 15ª      | 2018 | 4.192.000      | 25,70% |
| 16ª      | 2019 | 3.846.000      | 25,70% |
| 17ª      | 2020 | 3.417.000      | 23,80% |
| 18ª      | 2021 | 4.353.000      | 24,10% |
| 19ª      | 2022 | 3.652.000      | 23,5%  |
| 20ª      | 2023 | 3.283.000      | 26,40% |
| 21a      | 2024 | 3.125.000      | 23,90% |
| 22a      | 2025 | 3.112.000      | 25,90% |